# Liste des gares de la wilaya de Médéa
La liste des gares de la wilaya de Médéa, est une liste des gares ferroviaires situées dans la wilaya de Médéa, en Algérie.

## Gares ferroviaires dans la wilaya
La wilaya de Médéa compte deux gares. Elles sont exploitées par la Société nationale des transports ferroviaires (SNTF).
| Gare               | Commune    | Lignes              |
| ------------------ | ---------- | ------------------- |
| Gare de Boughezoul | Boughezoul | Tissemsilt à M'Sila |
| Gare de Chahbounia | Chahbounia | Tissemsilt à M'Sila |

| \| Boughezoul Chahbounia Médéa \| Localisation des gares de la wilaya de Médéa |
| Boughezoul Chahbounia Médéa                                                    |

## Lignes ferroviaires dans la wilaya
La wilaya est traversée par une ligne : la ligne de Tissemsilt à M'Sila.